# Petrocodon mollifolius
Petrocodon mollifolius är en tvåhjärtbladig växtart som först beskrevs av Wen Tsai Wang, och fick sitt nu gällande namn av A. Weber och Mich. Möller. Petrocodon mollifolius ingår i släktet Petrocodon och familjen Gesneriaceae. Inga underarter finns listade i Catalogue of Life.